# Robert J. Shiller
Robert J. Shiller (Detroit, Michigan, 1946. március 29. –) amerikai közgazdász, aki 2013-ban az eszközárak empirikus vizsgálatában elért eredményeiért a svéd Reichsbank Közgazdasági Nobel-emlékdíját kapta meg. A két vele együtt díjazott: Eugene F. Fama és Lars Peter Hansen volt.

## Művei
- Finance and the Good Society Robert J. Shiller, Princeton University Press (2012), ISBN 0-691-15488-0
- The Subprime Solution: How Today's Global Financial Crisis Happened, and What to Do about It Robert J. Shiller, Princeton University Press (2008), ISBN 0-691-13929-6
- The New Financial Order: Risk in the 21st Century, Robert J. Shiller, Princeton University Press (2003), ISBN 0-691-09172-2
- Macro Markets: Creating Institutions for Managing Society's largest Economic Risks by Robert J. Shiller, Clarendon Press, New York: Oxford University Press (1993), ISBN 0-19-828782-8
- Market Volatility, Robert J. Shiller, MIT Press (1990), ISBN 0-262-19290-X

### Magyarul
- Tőzsdemámor;  ford. Vangel Tibor; Alinea, Bp., 2002 (Üzleti szakkönyvtár), ISBN 978-963-9659-18-6
- George A. Akerlof–Robert J. Shiller: Animal spirits avagy A lelki tényezők szerepe a gazdaságban és a globális kapitalizmusban; ford. Felcsuti Péter; Corvina, Bp., 2011 ISBN 9789-631359602
- George A. Akerlof–Robert J. Shiller: Balekhalászat. A manipuláció és az átverés közgazdaságtana; ford. Garai Attila; HVG Könyvek, Bp., 2016
- Narratív közgazdaságtan. Hogyan hatnak a vírus módjára terjedő történetek a gazdaságra?; ford. Garamvölgyi Andrea; HVG Könyvek, Bp., 2020

## Kapcsolódó szócikk
- Nouriel Roubini